# Stage School Hamburg
Die Stage School Hamburg ist eine deutsche Bühnenfachschule für Tanz, Gesang und Schauspiel in Hamburg.

## Geschichte
Die Stage School wurde 1985 als private Berufsfachschule in der Hamburger Neustadt gegründet und besitzt heute den Status einer staatlich anerkannten Ergänzungsschule für Tanz, Gesang und Schauspiel. Gründer der zunächst unter Studio Ullmann und später unter Stage School of Music, Dance and Drama firmierenden Schule waren die Schauspieler Volker Ullmann und seine Ehefrau, die Tänzerin Manelle Ullmann. Unter der Geschäftsführung von Thomas Gehle gestalteten seit 1990 die Amerikaner Kim Moke, Gillian Scalici und John Vernon Baer als künstlerische Leitung die Inhalte der dreijährigen Ausbildung. Im Mai 2002 erhielt die Schule den heutigen Namen Stage School Hamburg GmbH. Im Juli 2013 bezog die Schule neu ausgebaute Räumlichkeiten in Hamburg-Altona.
Von August 2012 bis Juli 2022 leitete Thomas Gehle die Stage School als geschäftsführender Gesellschafter alleine. Im August 2022 verkaufte Gehle die Schule an den geschäftsführenden Gesellschafter Dennis Schulze. Dieser hatte selbst die Ausbildung an der Stage School absolviert, während er bereits als Musicaldarsteller arbeitete. Im Anschluss seiner Ausbildung übernahm Schulze ab 2016 Aufgaben im Management der Schule und war als Regisseur und Produktionsleiter für das Hamburger First Stage Theater tätig, das in enger Kooperation mit der Stage School arbeitet. Die Schule ist als Bildungsträger für AZAV-Maßnahmen zugelassen.

## Ausbildung
Die Dauer der Ausbildung beträgt in der Regel drei Jahre. Bei besonderer Vorbildung kann die Ausbildung auf 2,5 Jahre verkürzt werden. Die Stage School Hamburg ist BAföG-berechtigt. Es handelt sich dabei um das Schüler-BAföG und hat die Besonderheit, dass es nicht zurückgezahlt werden muss. Darüber hinaus werden im Rahmen einer jährlich stattfindenden Stipendiumsprüfung Voll- und Teilstipendien vergeben.

## Ausbildungsinhalte
Die Schüler werden interdisziplinär in den Sparten Musical, Gesang, Tanz und Schauspiel ausgebildet. Die Ausbildung an der Stage School ermöglicht der Schülerschaft folgende Projekte, die im First Stage Theater zur Aufführung vor Publikum gebracht werden und an denen bis zu 50 Schüler mitwirken:
- Semesterprojekt am Ende des 2. Jahres (jährlich wechselndes Musical)
- Abschlussprojekt am Ende des 3. Jahres (jährlich wechselndes Musical)

Sowie drei weitere Revueformate unter den Shownamen:
- Jubiläumsgala
- Monday Night
- Die große Weihnachtsshow